# Distretto di Borj el-Amir Khaled
Il distretto di Borj el-Amir Khaled è un distretto della provincia di 'Ayn Defla, in Algeria, con capoluogo Bordj Emir Khaled.

## Comuni
Il distretto è suddiviso in tre comuni:
- Bordj Emir Khaled
- Bir Ould Khelifa
- Tárique ibne Ziade